# Makushin
Makushin is een vulkaan, en met een hoogte van circa 1.800 m het hoogste punt op het eiland Unalaska, een van de grootste eilanden van de Aleoetengroep.
De Makushin is een actieve stratovulkaan met een laatste uitbarsting op 30 januari 1995. De vulkaankrater bevindt zich op slechts 25 km afstand van Dutch Harbor op het eiland Amaknak.